# Paulina (álbum)
Paulina es el quinto álbum de estudio de la cantante mexicana Paulina Rubio, publicado por el sello discográfico Universal Music México el 12 de abril de 2000 en México, e internacionalmente el 23 de mayo por Polydor  y Muxxic. Su título homónimo, inspirado en la esencia propia de la artista, fue elogiado por los críticos, quienes señalaron que el disco representó una buena estrategia comercial y musical. El portal web Allmusic puntuó a Paulina con 4.5 de 5 estrellas, considerándolo como uno de los discos en español mejor calificados. Musicalmente, es un álbum de pop latino del que se deriva una gran variedad de estilos como el rock, dance, balada, bolero, ranchera, hip hop, house y world.
Tras el gran impacto de su álbum debut, La Chica Dorada (1992), en la industria musical a principios de los años 1990, Paulina Rubio consolidó su carrera en Iberoamérica en los años posteriores con tres álbumes que tuvieron un considerable éxito principalmente en su país de origen. Sin embargo, al sentirse «presionada» por el sello EMI inició un juicio para romper su contrato con dicha discográfica. Con un concepto complejo de expresar, pero bien definido, se rodeó de letristas y productores como Chris Rodríguez, Marcello Azevedo, Armando Manzanero, Juan Gabriel, Alejandro Abad, Carlos Toro Montoro, Ralf Stemmann y el colombiano Estéfano, responsable de la mayoría de las canciones del álbum. El proceso para la realización de Paulina llevó más de un año, y finalmente Universal México firmó el álbum. 
Paulina disfrutó de una extensa promoción entre los años 2000 y 2001. Siete de las canciones del álbum fueron publicadas como sencillos, entre ellos; «Lo haré por ti», «El último adiós», «Y yo sigo aquí», «Yo no soy esa mujer» y «Vive el verano», que alcanzaron el número uno en diferentes partes del mundo. Por su parte, «Sexi Dance» y «Tal vez, quizá» generaron un éxito relativo en las listas musicales de sencillos. Otras canciones como «Sin aire» y «Mírame a los ojos» tuvieron un lanzamiento promocional en España y Brasil, respectivamente. La promoción también llevó a la gira Paulina World Tour, con la cual recorrió varias ciudades de Estados Unidos y México.
De acuerdo con Billboard, el álbum se convirtió en el disco más vendido por un artista latino en 2001, por lo que su casa discográfica le entregó doble disco de diamante. La Asociación Mexicana de Productores de Fonogramas y Videogramas (AMPROFON), le ha otorgado hasta cuatro discos de platino, uno de los niveles de certificación más altos que ha galardonado la organización en su historia. Hasta principios de 2022, se estima que Paulina ha vendido más de 2.5 millones de copias en todo el mundo, permaneciendo como el álbum  más exitoso de la cantante y uno de los materiales más vendidos en México.

## Contenido
Paulina está constituido por 11 temas y un track extra, que en realidad es una grabación de ella misma cantando «Las Mañanitas» cuando era pequeña. Sobre estas peculiares intros entre cada canción explicó: «Hay un elemento innovador y es que por primera vez entre canción y canción no hay espacios, hay fonogramas que conectan cada una de las piezas con detalles de mi infancia o sonidos elegidos», como ocurre antes de comenzar «El Último Adiós», que se escucha el sonido de la lluvia o el sonido de un avión al comienzo de «Tan Sola».

## Recepción

### Crítica
«Desde el lanzamiento de Planeta Paulina, un álbum orientado al dance, de 1996, Paulina Rubio ha cambiado las etiquetas, reorientando su energía musical y dejando emerger una paleta de sonidos y estilos que hace de Paulina un álbum mucho más divertido y maduro. Con la ayuda del productor y compositor colombiano Estéfano. Rubio ha dado al rock, el pop y las influencias del dance —escuchado en sus discos anteriores— un recopilado en este, su quinto disco. El primer sencillo, «Lo haré por ti», es el paseo en un gancho de guitarras infecciosas, mientras que «Y yo sigo aquí» y «Sexi Dance» son escaparates de ritmos pulsantes del club. Rubio incluso salpica con sabor Go-Go's en el pop con sabor («Sin aire») e interpreta una de las grandes baladas del aclamado cantautor mexicano Juan Gabriel («Cancún y yo»). Momento brillante del álbum, sin embargo, es «El último adiós», que sangra las guitarras eléctricas y un ritmo cadencioso pop en un arreglo de mariachi tradicional. Olvídate de Ricky Martin y Jennifer López, Paulina es el pop latino del nuevo milenio» -- Joey Guerra, a través de Amazon.
«El quinto álbum de Paulina Rubio, titulado simplemente Paulina, es el primero bajo el sello Universal Music México, y también el primero en cuatro años. El estilo club de la diva del dance en Planeta Paulina se encuentra todavía a prueba, pero aquí Rubio trabaja en un pop latino infeccioso, además de unas pocas baladas show-stopping. Alrededor de la mitad de las pistas fueron escritas por el compositor colombiano Estéfano, y muestran una gran variedad musical que nunca ha sido tan plenamente destacada en un álbum de Rubio anteriormente. Con todo, es uno de sus mejores hasta la fecha». -- Steve Huey, desde el portal Allmusic.
«La que fue conocida con el nombre de su primer disco como solista, La chica dorada (1992), Paulina Rubio presenta un álbum en el que juega a presentar diferentes facetas femeninas con varios recursos: la versatilidad de su voz, a veces más ronca («El último adiós»), a veces convertida en un hilo sutil («Tal vez, quizá», de Armando Manzanero), pero enérgica en general; los ambientes, representados en el ruido de un carro, el paso rápido por un dial, la lluvia, o un avión, y la fuerza histriónica que le imprime a cada interpretación. Así, hay una Paulina roquera, cercana a la locura en «Lo haré por ti»; otra despechada que dedica una ranchera rock en «El último adiós»; otra desenfrenada en la canción techno «Sexi Dance»", y otra totalmente niña, en el mini corte final, de 18 segundos, donde recoge una grabación de su infancia». -- Nullvalue, del diario colombiano El Tiempo.

### Comercial
El disco le valió a Paulina Rubio el reconocimiento internacional y permanece como su álbum más vendido hasta la fecha. Con Paulina, la cantante ingresó por primera vez en mercados no habla hispan como Italia, Reino Unido y Alemania, además de tener buena recepción comercial en México, Estados Unidos y otros países de América. Gracias a la buena recepción de los sencillos, el compositor y productor colombiano de casi todos los temas de Paulina, Estéfano, fue nombrado Compositor Latino del Año en Hollywood (Florida) por la Organización de Protección de Derechos de Autor por lograr la mayor cantidad de canciones en las listas de mayor difusión.
En los Estados Unidos, Paulina alcanzó el número uno en la lista Billboard Top Latin Albums el 24 de febrero de 2001, treinta y tres semanas después de su debut en la lista y permaneció allí durante dos semanas consecutivas. El 26 de mayo, un año después de su lanzamiento, Paulina encabezó nuevamente la lista en el número uno. Durante ese período, recibió su primera certificación de oro tipo estándar por vender 500,000 copias en ese país. El álbum alcanzó el número cinto cincuenta y seis en los álbumes Billboard 200 y número seis en la lista Hot Heatseekers. Paulina se convirtió así en el álbum más vendido por un artista latino en el año 2001. En julio de 2002, Nielsen SoundScan informó que las ventas totales de Paulina fueron de 374,000 unidades.
En Colombia, Paulina recibió su primer disco de oro en diciembre de 2000.

## Promoción

### Sencillos
«Lo haré por ti» fue publicado como el primer sencillo de Paulina, el 11 de enero de 2000 por Universal Music México. Se trata de una canción de naturaleza pop rock que incluye un ritmo de bolero-dance escrita por Estéfano, con quien la cantante trabajó por primera vez. Marcó su regreso a la industria musical después de tres años sin publicar nueva música y la presentó por primera vez en el XLII Festival Internacional de la Canción de Viña del Mar ante un público masivo en Chile, donde actuó como parte del Jurado Internacional. La canción recibió críticas positivas y comercialmente cumplió con las expectativas que Universal Music tenía sobre el «comeback» de Paulina Rubio.  
El segundo sencillo, «El último adiós», se estrenó el 17 de julio de 2000. Con la canción, presentó un nuevo estilo musical que generó sensación a la audiencia por presentar una hibridación de géneros como: pop, hip hop, ranchera y balada. La letra la escribió la misma cantante con Estéfano, y la producción corrió a cargo de Chris Rodríguez. Al igual que el primer sencillo, recibió aclamación de la crítica, y en términos comerciales impactó el mercado pop y regional mexicano. 
A finales de 2000, Universal Music estrenó el tercer sencillo del álbum, «Y yo sigo aquí», que continuó con la buena racha comercial de sus predecesores, instalándose dentro del top ten de las listas musicales más importantes del mercado hispano en los Estados Unidos. El tema mostró una faceta más moderna e «internacional» de Paulina Rubio, imagen que se reforzó con su videoclip, el cual fue dirigido por el director argentino Gustavo Garzón. Alcanzó el número uno en diferentes territorios de Latinoamérica y Universal Music la envió a varios mercados de Europa a principios de 2001, donde resultó ser un gran acierto, especialmente en países como España, Italia y Alemania.  
«Yo no soy esa mujer», el cuarto sencillo de Paulina, se lanzó el 2 de abril de 2001. Líricamente, la canción toca los tabúes que existen en el matrimonio que dictan que la mujer debe ser compasiva y dócil con su pareja. Tras su lanzamiento, la cantante la consideró un himno feminista y con el paso del tiempo ha sido aceptada como tal. Fue un éxito comercial en las listas musicales de los Estados Unidos y Latinoamérica, y su videoclip, dirigido por Gustavo Garzón, quien colaboró por segunda ocasión con Paulina Rubio, fue nominado a los Premios Grammy Latinos 2002 en la categoría de Mejor Video Musical.
Gracias al éxito comercial que cosecharon los sencillos «Lo haré por ti» e «Y yo sigo aquí» en Europa, Universal Music lanzó «Vive el verano» como el quinto sencillo del álbum, el 19 de junio de 2001 exclusivamente para esta región. De corte puramente pop latino que se sumerge en metales y despliega un aire discotequero, la canción ocupó los primeros puestos en la listas de sencillos de Italia y España, donde se convirtió en un hit del verano. Paulina Rubio no filmó ningún videoclip para la promoción de la canción debido a su apretada agenda de trabajo, pero el equipo de Universal Music editó una presentación de la cantante y lo envió a las cadenas de televisión europeas. 
Para asemejar el éxito que «Vive el verano» había generado en Europa, Universal Music hizo una estrategia similar en Latinoamérica y los Estados Unidos con «Sexi dance», que se convirtió en el sexto sencillo de Paulina. La canción ya era conocida porque tuvo buen recibimiento en los clubs y pubs incluso antes de estrenarse como sencillo promocional. A su vez, la cantante hizo varias presentaciones de la canción en programas de televisión y conciertos especiales. «Sexi dance» tampoco contó con un videoclip, aunque hubo rumores de que sí se había contemplado filmar uno, pero la producción fue frenada debido al contenido explícito de la letra. 
La promoción del disco se cerró con el séptimo sencillo, «Tal vez, quizá», una balada en clave bolero escrita por el reconocido cantautor mexicano Armando Manzanero, lanzada el 24 de septiembre de 2001. Paulina Rubio quiso cerrar el ciclo de su álbum homónimo con un tema sentimental que le recordase sus primeras baladas románticas, pero en el que también manifestara su evolución musical. La canción recibió críticas positivas y comercialmente hablando tuvo un éxito moderado en Latinoamérica. Gustavo Garzón trabajó nuevamente con la cantante para la realización del videoclip, en el que muestra una narrativa más poética.

### Presentación y gira
Los días 8 y 9 de agosto de 2001, la cantante agotó dos presentaciones en el Centro de Bellas Artes Luis A. Ferré de Puerto Rico, después de visitar países como Brasil e Italia.

## Lista de canciones
- Edición estándar

| Paulina |                       |                                                       |                    |          |  |
| N.º     | Título                | Escritor(es)                                          | Productor(es)      | Duración |  |
| 1.      | «Lo haré por ti»      | Estéfano                                              | Chris Rodríguez    | 4:41     |  |
| 2.      | «El último adiós»     | Estéfano Paulina Rubio                                | Rodríguez          | 4:45     |  |
| 3.      | «Tal vez, quizá»      | Armando Manzanero                                     | Marcello Azevedo   | 4:33     |  |
| 4.      | «Y yo sigo aquí»      | Estéfano                                              | Azevedo            | 4:13     |  |
| 5.      | «Sin aire»            | Estéfano                                              | Rodríguez          | 4:04     |  |
| 6.      | «Tan sola»            | Estéfano Marcello Azevedo Rubio                       | Azevedo            | 5:22     |  |
| 7.      | «Sexi Dance»          | Estéfano                                              | Azevedo            | 5:02     |  |
| 8.      | «Cancún y yo»         | Juan Gabriel                                          | Azevedo            | 3:47     |  |
| 9.      | «Mírame a los ojos»   | Alejandro Abad                                        | Azevedo            | 3:55     |  |
| 10.     | «Yo no soy esa mujer» | Christian De Walden Ralf Stemmann Carlos Toro Montoro | Azevedo            | 3:44     |  |
| 11.     | «Vive el verano»      | Ignacio Ballesteros Richard Daniel Roman              | Francisco Pellicer | 4:10     |  |
| 12.     | «Baby Paulina»        |                                                       |                    | 0:18     |  |
| 48:53   |                       |                                                       |                    |          |  |

- Promo CD edición especial

| Paulina Remixes [Bonus Promo CD] |                                                |          |  |
| N.º                              | Título                                         | Duración |  |
| 1.                               | «Y yo sigo aquí» (Club Remix)                  | 7:07     |  |
| 2.                               | «Y yo sigo aquí» (Radio Edit)                  | 3:15     |  |
| 3.                               | «Y yo sigo aquí» (Radio TV)                    | 3:13     |  |
| 4.                               | «Y yo sigo aquí» (Radio Instrumental)          | 3:13     |  |
| 5.                               | «El último adiós» (Mijango's Radio Mix)        | 4:32     |  |
| 6.                               | «El último adiós» (Radio Extended Mix)         | 10:03    |  |
| 7.                               | «Lo haré por ti» (Mijango's Radio Album Remix) | 3:55     |  |
| 8.                               | «Lo haré por ti» (Mijango's Extended Version)  | 10:02    |  |
| 45.48                            |                                                |          |  |

- Edición Brasil

| Paulina - Edición Brasil [Bonus Track] |                                   |          |  |
| N.º                                    | Título                            | Duración |  |
| 12.                                    | «Lo haré por ti» (Versión Brasil) | 4:01     |  |
| 13.                                    | «Baby Paulina» (Only Words)       | 0:18     |  |

## Posicionamiento en listas
| País (Lista 2000-2001)                      | Mejor posición |
| ------------------------------------------- | -------------- |
| Colombia (ASINCOL)                          | 8              |
| Unión Europea (European Top 100 Albums)     | 53             |
| Italia (FIMI)                               | 50             |
| Italia (Musica e dischi)                    | 49             |
| España (PROMUSICAE)                         | 2              |
| Estados Unidos (Billboard 200)              | 156            |
| Estados Unidos (Billboard Top Latin Albums) | 1              |
| Estados Unidos (Billboard Latin Pop Albums) | 1              |
| Estados Unidos (Billboard Top Heatseekers)  | 6              |

| País (Lista 2001)                           | Mejor posición |
| ------------------------------------------- | -------------- |
| España (AFYVE)                              | 2              |
| Estados Unidos (Billboard Top Latin Albums) | 1              |
| Estados Unidos (Billboard Latin Pop Albums) | 1              |

| País (Lista 2002)                           | Mejor posición |
| ------------------------------------------- | -------------- |
| Estados Unidos (Billboard Top Latin Albums) | 37             |

| Lista                                       | Mejor posición |
| ------------------------------------------- | -------------- |
| Estados Unidos (Billboard Top Latin Albums) | 19             |
| Estados Unidos (Billboard Latin Pop Albums) | 9              |

## Certificaciones
| País (organismo certificador) | Certificación | Unidades certificadas/ Ventas |
| ----------------------------- | ------------- | ----------------------------- |
| Argentina (CAPIF)             | Oro           | 30 000                        |
| Chile (IFPI)                  | Platino       | 20 000                        |
| Colombia (ASINCOL)            | Oro           | 10 000                        |
| Costa Rica (IFPI)             | Oro           | 30 000                        |
| Ecuador (IFPI)                | Oro           | 7 500                         |
| España (PROMUSICAE)           | Oro           | 50,000                        |
| Estados Unidos (RIAA)         | 8× Platino    | 480,000                       |
| México (AMPROFON)             | 4× Platino    | 400 000                       |
| Perú (IFPI)                   | Oro           | 5 000                         |
| Venezuela (AVINPRO)           | Oro           | 15 000                        |
| Sumario                       |               |                               |
| Centroamérica (IFPI)          | Oro           | 10 000                        |
| Mundo                         | —             | 3 000                         |

## Créditos
Una producción de Universal Music México, S.A de C.V.
- Dirigida y realizada por: Chris Rodriguéz y Marcello Azevedo para Estéfano Productions Grups
- Producción ejecutiva: Marco Bissi
- Dirección artística: Manuel Calderón
- Coordinación artística: Kiko Marti
- Dirección de arte: Arturo Medellín
- Fotografía: Pepe Botella/Carlos Somontes
- Maquillaje: Marcos Rosado
- Styling: Tedy Gunter
- Diseño gráfico: Ulises Quezada/Chu Uroz